# Barão das Antas
Barão das Antas é um título nobiliárquico criado por D. Maria II de Portugal, por Decreto de 7 de Setembro de 1835 e Carta de 22 de Abril de 1837, em favor de Francisco Xavier da Silva Pereira, depois 1.º Visconde das Antas e 1.º Conde das Antas.
Titulares
1. Francisco Xavier da Silva Pereira, 1.º Barão, 1.º Visconde e 1.º Conde das Antas.